# Tự tử ở Hàn Quốc

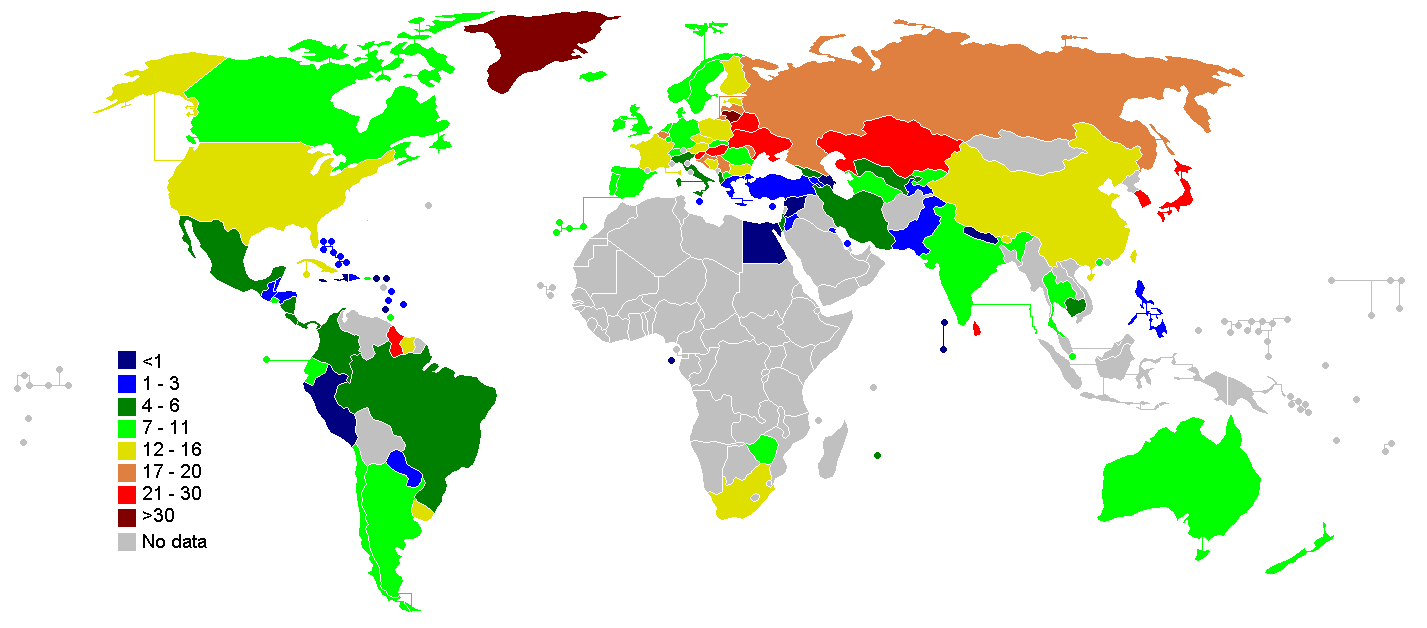
Số người tự tử trên mỗi 100.000 của Hàn Quốc so với các quốc gia khác, theo Tổ chức Y tế Thế giới tại Geneva. Học giả Peeter Värnik tuyên bố rằng phần lớn các vụ tự tử chỉ xảy ra ở sáu quốc gia, Hàn Quốc là một trong số đó.

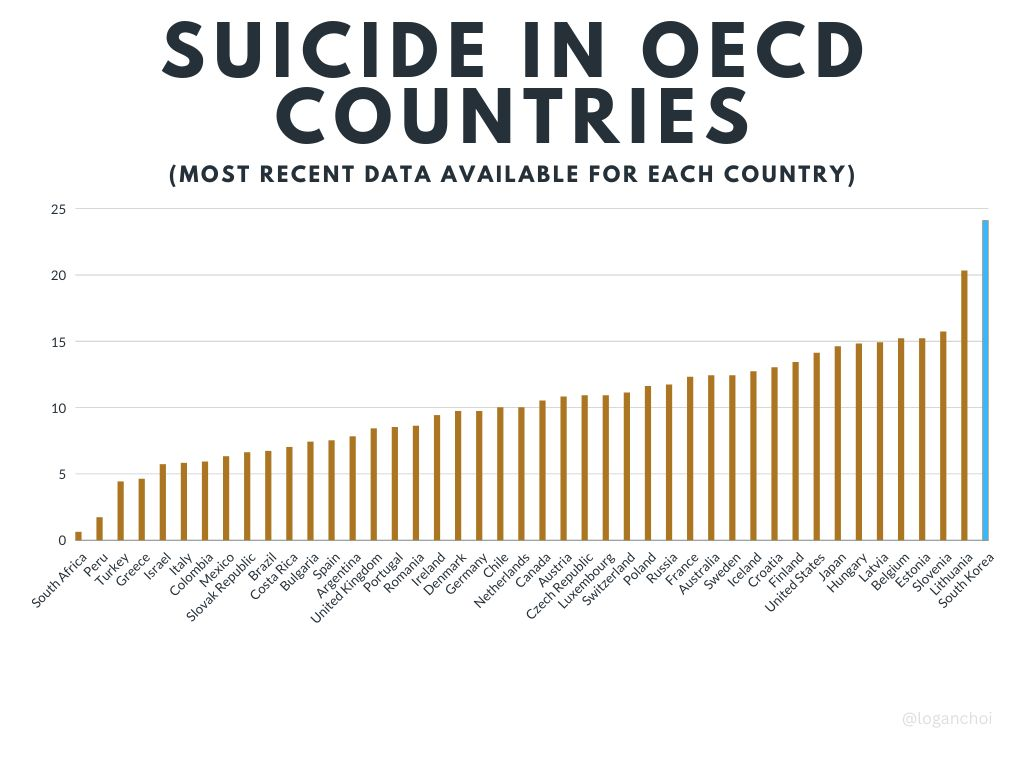
Dữ liệu về tỷ lệ tự tử của các quốc gia OECD (ngày 2 tháng 11 năm 2022).

Tự tử ở Hàn Quốc xảy ra với tỷ lệ cao thứ 12 trên thế giới và cao nhất trong OECD. Năm 2012, tự tử là nguyên nhân gây tử vong cao thứ tư ở nước này.
Tỷ lệ tự tử cao của Hàn Quốc so với các quốc gia khác trong thế giới phát triển đang trở nên trầm trọng hơn bởi tỷ lệ tự tử ở người cao tuổi. Một yếu tố khiến người cao tuổi Hàn Quốc tự tử là do tình trạng nghèo đói phổ biến ở người cao tuổi ở Hàn Quốc, với gần một nửa dân số cao tuổi của đất nước sống dưới mức nghèo khổ. Kết hợp với mạng lưới an sinh xã hội dành cho người già được tài trợ kém, điều này có thể khiến họ tự tử để tránh là gánh nặng tài chính cho gia đình họ, vì cấu trúc xã hội cũ nơi con cái chăm sóc cha mẹ phần lớn đã biến mất trong thế kỷ 21. Kết quả là những người sống ở khu vực nông thôn có xu hướng tự tử cao hơn. Điều này là do tỷ lệ phân biệt đối xử với người cao tuổi rất cao, đặc biệt là khi đi xin việc, với 85,7% những người ở độ tuổi 50 bị phân biệt đối xử. Phân biệt tuổi tác cũng liên quan trực tiếp đến tự tử, ngoài việc ảnh hưởng đến tỷ lệ nghèo đói. Tự tử là nguyên nhân số một gây tử vong ở người Hàn Quốc từ 10 đến 39 tuổi.
Tuy nhiên, những nỗ lực chủ động của chính phủ nhằm giảm tỷ lệ này đã cho thấy hiệu quả trong năm 2014, khi có 27,3 vụ tự tử trên 100.000 người, giảm 4,1% so với năm trước (28,5 người) và thấp nhất trong sáu năm kể từ mức 26,0 người của năm 2008.

## Thống kê

Tự tử là nguyên nhân gây tử vong lớn nhất cho những người ở độ tuổi 10, 20 và 30.

Tỷ lệ tự tử theo giới tính và độ tuổi ở Hàn Quốc 2012, tính trên 100.000 người

Tỷ lệ nghèo đói của người cao tuổi ở Hàn Quốc cao nhất trong các nước OECD.

### Độ tuổi
Tỷ lệ tự tử rất cao ở người cao tuổi là một yếu tố góp phần chính vào tỷ lệ tự tử chung của Hàn Quốc. Khi mọi người già đi, một số yếu tố tâm lý xã hội như giảm thu nhập do nghỉ hưu, tăng chi phí y tế, suy giảm hoặc khuyết tật về thể chất, mất vợ/chồng hoặc bạn bè và sống không mục đích làm tăng nguy cơ tự tử. Nhiều người già nghèo khó tự sát để không trở thành gánh nặng cho gia đình, vì hệ thống phúc lợi của Hàn Quốc kém và truyền thống con cái chăm sóc cha mẹ già đã phần lớn biến mất trong thế kỷ 21. Kết quả là những người sống ở khu vực nông thôn có tỷ lệ tự tử cao hơn.
Mặc dù thấp hơn so với tỷ lệ ở người cao tuổi, nhưng học sinh và sinh viên ở Hàn Quốc có tỷ lệ tự tử cao hơn mức trung bình.
Trong 5 năm qua, số vụ tự tử hoặc tự gây thương tích đã tăng từ 4.947 vụ năm 2015 lên 9.828 vụ vào năm 2019 và hầu hết các vụ liên quan đến người trong độ tuổi từ 9 đến 24. Kang Byung-won, một thành viên Quốc hội của đảng Dân chủ tuyên bố rằng "26,9 thanh niên Hàn Quốc cố gắng tự tử hoặc tự gây thương tích mỗi ngày."
Mặc dù thấp hơn so với tỷ lệ dành cho người cao tuổi, nhưng học sinh tiểu học và đại học ở Hàn Quốc có tỷ lệ tự tử cao hơn mức trung bình.
Trong 5 năm qua, số vụ tự tử hoặc tự gây thương tích đã tăng từ 4.947 vụ năm 2015 lên 9.828 vụ vào năm 2019 và hầu hết các vụ liên quan đến người trong độ tuổi từ 9 đến 24. Kang Byung-won, một thành viên Quốc hội của đảng Dân chủ tuyên bố rằng "26,9 thanh niên Hàn Quốc cố gắng tự tử hoặc tự gây thương tích mỗi ngày."

### Giới tính
Trung bình, đàn ông có tỷ lệ chết vì tự tử cao gấp đôi phụ nữ. Tuy nhiên, tỷ lệ thực hiện tự sát ở phụ nữ cao hơn nam giới. Theo một nghiên cứu, vì nam giới sử dụng các phương pháp tự sát nghiêm trọng và nguy hiểm hơn nên nam giới có tỷ lệ tự tử thành công cao hơn nữ giới. Thang đánh giá rủi ro-giải cứu (RRRS), đo lường mức độ gây chết người của phương pháp tự sát bằng cách đánh giá tỷ lệ giữa năm yếu tố rủi ro và năm yếu tố giải cứu, trung bình là 37,18 đối với nam và 34,00 đối với nữ.
So với các quốc gia OECD khác, tỷ lệ tự tử của phụ nữ ở Hàn Quốc cao nhất với 15,0 người chết do tự tử trên mỗi 100.000 người chết, trong khi tỷ lệ tự tử của nam giới cao thứ ba với 32,5 trên 100.000 người chết. Phụ nữ cũng có tỷ lệ tự tử theo tỷ lệ tăng cao hơn so với nam giới từ năm 1986 đến năm 2005. Nam giới tăng 244%, trong khi nữ giới tăng 282%.

### Tình trạng hôn nhân
Các nghiên cứu cho rằng tình trạng hôn nhân khác nhau có tỷ lệ tự tử khác nhau. Những người chưa từng kết hôn hoặc thay đổi tình trạng hôn nhân do ly hôn, ly thân, góa chồng, góa vợ có nguy cơ tự tử cao hơn những người trong cuộc hôn nhân. Những người đã ly hôn là nhóm có nguy cơ cao nhất, tiếp theo là những người chưa từng kết hôn và những người góa chồng/vợ là nhóm có nguy cơ thấp nhất. Các mối quan hệ gia đình cũng góp phần vào sức khỏe tinh thần của đàn ông và phụ nữ. Nghiên cứu về tình trạng ly hôn, ly thân hoặc góa bụa cho thấy những cá nhân không hài lòng với các mối quan hệ gia đình có nguy cơ cao bị trầm cảm, có ý định tự tử và lòng tự tôn thấp.

### Điều kiện kinh tế xã hội
Tình trạng kinh tế xã hội được đánh giá bằng trình độ học vấn của, mức độ đô thị và tình trạng thiếu nơi cư trú. Tình trạng kinh tế xã hội thấp, căng thẳng cao, ngủ không đủ giấc, uống rượu và hút thuốc có liên quan đến xu hướng tự tử ở thanh thiếu niên. Yếu tố khó khăn về kinh tế được ghi nhận là nguyên nhân thường được nhắc đến nhất dẫn đến các vụ tự tử ở người cao tuổi. Do 71,4% người cao tuổi không được đi học và 37,1% trong số họ sống ở nông thôn nên họ có nhiều khả năng gặp khó khăn về kinh tế, dẫn đến các vấn đề về sức khỏe và xung đột gia đình. Tất cả những yếu tố này cùng nhau dẫn đến sự gia tăng ý định tự sát và tự sát thành công.

### Vùng miền
Gangwon có tỷ lệ tự tử cao hơn 37,84% so với tỷ lệ của toàn Hàn Quốc. Theo sau Gangwon, Chungnam xếp thứ hai và Jeonbuk xếp thứ ba. Ulsan, Gangwon và Incheon có tỷ lệ tự tử cao nhất đối với những người trên 65 tuổi. Daegu có tỷ lệ tự tử cao nhất đối với những người từ 40 đến 59 tuổi. Gangwon, Jeonnam và Chungnam có tỷ lệ tự tử cao nhất đối với những người từ 20 đến 39 tuổi.

## Cách thức

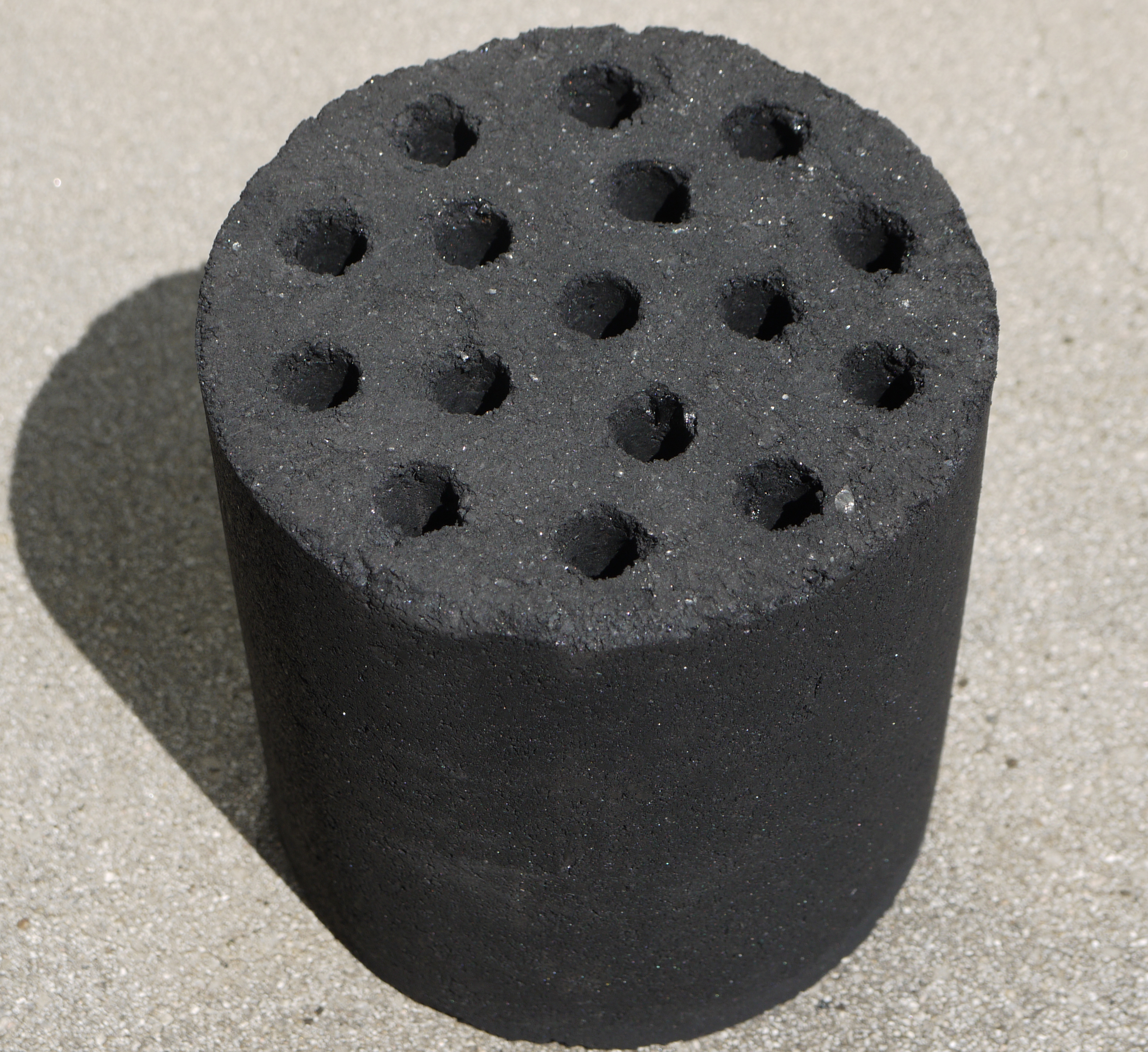
Đốt than tổ ong được sử dụng làm cách thức tự tử ở Hàn Quốc

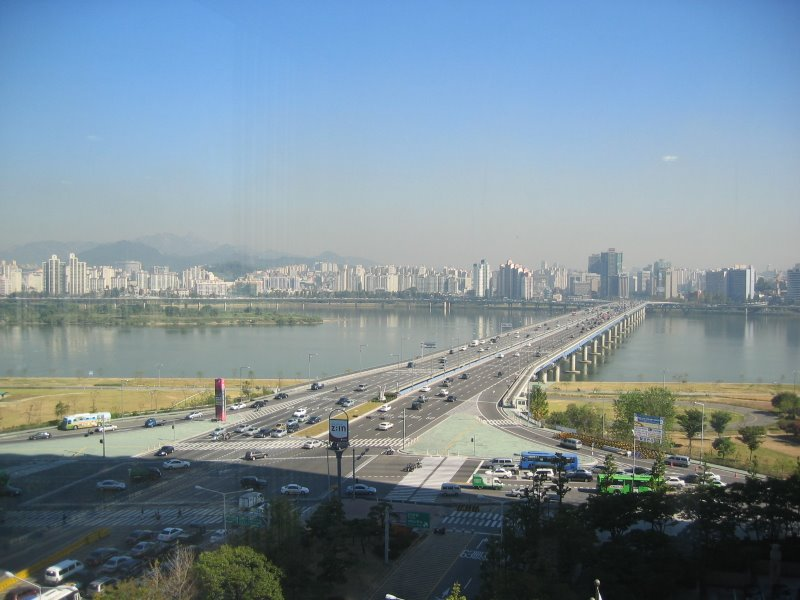
Cầu Mapo được người dân địa phương gọi là "Cầu tự sát" và "Cầu tử thần" do thường xuyên được sử dụng làm địa điểm tự sát.

Do luật pháp Hàn Quốc hạn chế rất nhiều việc sở hữu súng nên chỉ 1/3 phụ nữ Hàn Quốc sử dụng các biện pháp bạo lực để tự tử. Dùng chất độc độc là phương pháp được sử dụng phổ biến nhất đối với phụ nữ Hàn Quốc, với thuốc trừ sâu chiếm một nửa số ca tử vong trong số đó. 58,3% số vụ tự sát từ 1996 đến 2005 do ngộ độc thuốc trừ sâu. Một phương pháp phổ biến khác mà người Hàn Quốc tự sát là treo cổ.
Một nghiên cứu của Subin Park et al. nói rằng một lý do chính dẫn đến xu hướng tăng chung về tỷ lệ tự tử ở Hàn Quốc từ năm 2000 đến năm 2011 là sự gia tăng các vụ tự tử bằng cách treo cổ. Trong suốt khoảng thời gian đó, treo cổ ngày càng được coi là không gây đau đớn, được xã hội chấp nhận và dễ tiếp cận, và do đó trở thành một phương pháp phổ biến hơn nhiều trong suốt thập kỷ đầu tiên của thế kỷ 21.

### Đầu độc Carbon monoxide
Trong những năm gần đây, trong bối cảnh tỷ lệ tự tử gia tăng, đốt than tổ ong đã được sử dụng như một phương pháp tự sát bằng cách đầu độc khí carbon monoxide.

### Nhảy cầu

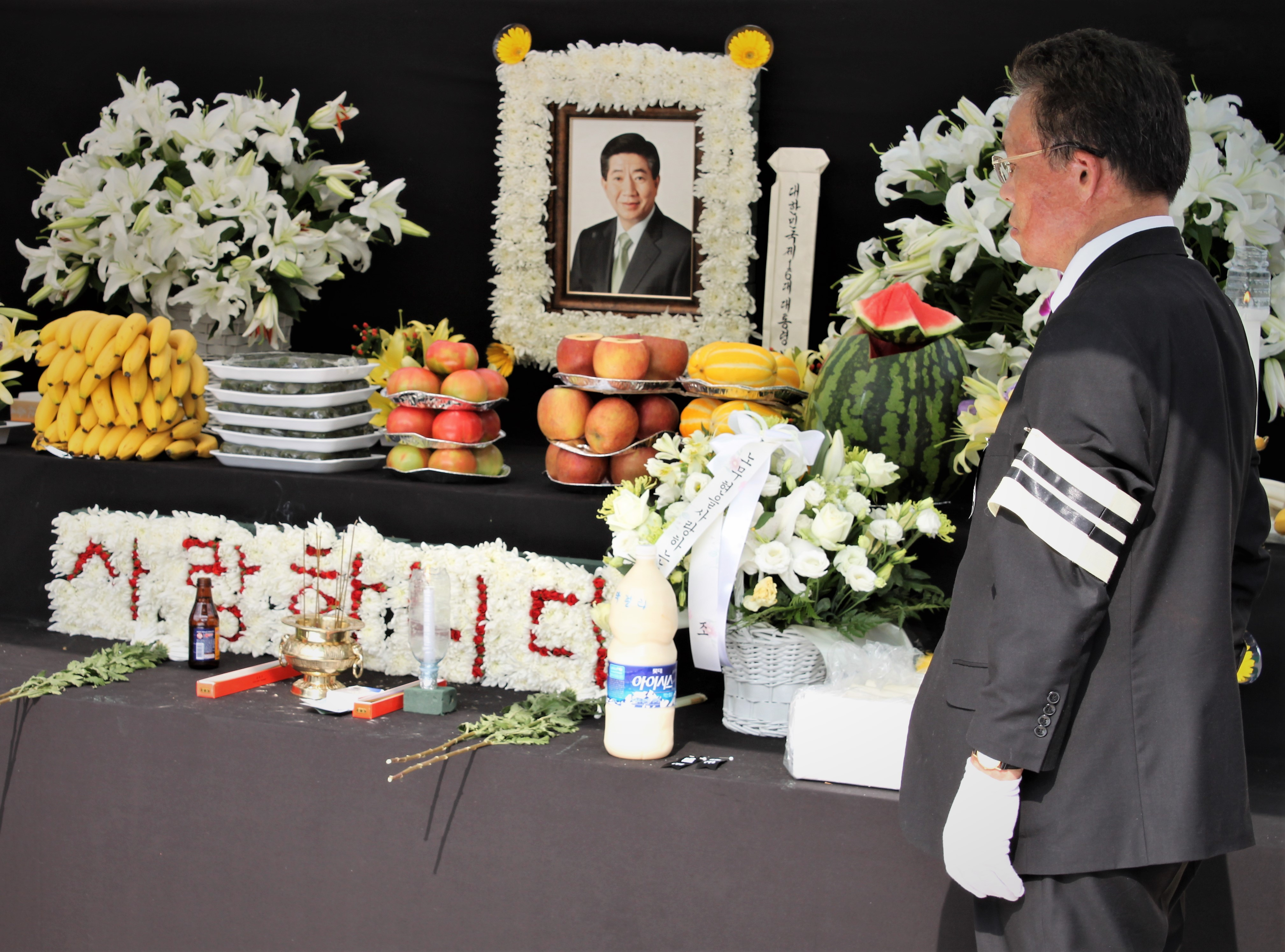
Tổng thống Roh Moo-hyun qua đời do tự sát ngày 23 tháng 5 năm 2009 tại quê hương Bongha Maeul.

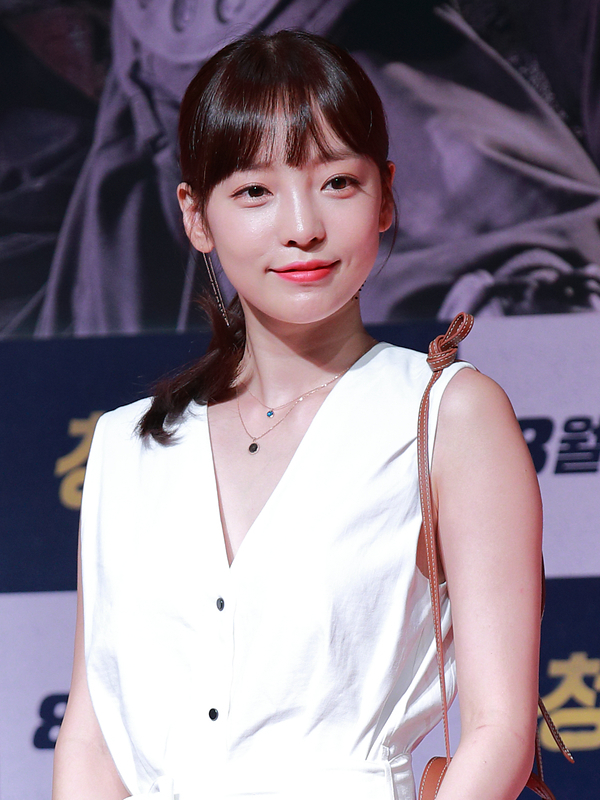
Goo Hara, cựu thành viên của nhóm KARA, đã chết vì tự tử sau khi bị bắt nạt trên mạng bởi những người bình luận ác ý.

Nhảy cầu cũng đã được sử dụng như một cách tự sát. Cầu Mapo ở Seoul, được coi là cây cầu tự sát, người dân địa phương gọi là "Cầu tự sát" và "Cây cầu tử thần". Các nhà chức trách Hàn Quốc đã cố gắng ngăn điều này bằng cách gọi cây cầu là "Cây cầu của sự sống" và dán những thông điệp trấn an trên thành cầu.

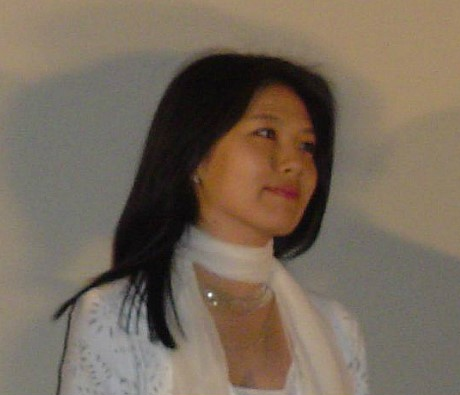
Nữ diễn viên Lee Eun-ju qua đời vì tự tử ở tuổi 24

## Nguyên nhân

### Truyền thông
Theo hiệu ứng Tự sát bắt chước, ở Hàn Quốc cũng trải qua những giai đoạn tăng số vộ tự sát sau khi một người nổi tiếng chết.Một nghiên cứu đã phát hiện 3 trên 7 trường hợp người nổi tiếng tự sát đã dẫn đến tăng tỉ lệ tự sát trong dân số. Nghiên cứu này khống chế khả năng ảnh hưởng của các yếu tố gây nhiễu như thời kỳ theo mùa hay tỉ lệ thất nghiệp nhưng các vụ tự sát của những người nổi tiếng vẫn có sự tương quan lớn đến việc tăng  tỉ lệ tự sát trong 9 tuần. Ngoài ra, các vụ tự sát của những người nổi tiếng cũng dẫn đến việc người tự sát sử dụng cách thức tương tự để tự tử. Chẳng hạn sau cái chết của Lee Eun-ju năm 2005, nhiều người sử dụng cách treo cổ tương tự để tự sát. 
Một nghiên cứu đang diễn ra cũng cho rằng việc sử dụng Internet nhiều cũng có liên quan đến tự tử. Trong số 1,573 học sinh trung học, 1.6% mắc phải chứng nghiên Internet và 38.8% có nguy cơ cao nghiện Internet. Học sinh nghiện hoặc có nguy cơ cao nghiện Internet có tỉ lệ chủ định tự tử cao hơn so với những người không nghiện. Tuy nhiên tính tương quan của nghiên cứu khiến cho khó có thể xác định chiều nhân quả của mối quan hệ này.

### Gia đình
Nhiều người bị bỏ rơi hoặc mất cha mẹ trong chiến tranh Triều Tiên. Trong một nhóm ngẫu nhiên 12,532 người lớn. 18.6% số này mất cha/mẹ sinh học. Mồ côi mẹ có ảnh hưởng đến tỉ lệ tự tử cao hơn mồ côi cha. Một nghiên cứu chỉ ra rằng đàn ông có tỉ lệ tự tử cao hơn khi họ trải qua việc mất mẹ trong độ tuổi 0-4 và 5-9. Phụ nữ có tỉ lệ tự tử cao hơn khi họ mất mẹ trong độ tuổi 5-9.

### Bệnh lý tâm thần
Ở Hàn Quốc, bệnh lý tâm thần là điều cấm kỵ, ngay cả trong gia đình. Hơn 90% các nạn nhân tự sát có thể được chuẩn đoán rối loạn tâm thần nhưng chỉ 15% họ nhận được sự chữa trị phù hợp. Hơn 2 triệu người mắc bệnh trầm cảm mỗi năm ở Hàn Quốc nhưng chỉ 15,000 người lựa chọn việc tiếp nhận trị liệu thông thường. Bởi vì các bệnh lý tâm thần bị coi thưởng ở xã hộ Hàn Quốc. các gia đình thường không khuyến khích người măc bệnh tìm kiếm liệu pháp chữa chạy. Ngoài ra, rượu thường được sử dụng để tự chữa và một tỉ lệ đáng kể đã tự tử khi say.

### COVID-19
Khi COVID-19 pandemic tiếp diễn, nhiều nam giới ở độ tuổi 50 và phụ nữ ở độ tuổi 20 đã phải vật lộn và dẫn đến một số trường hợp tứ sát.